# Космос 110
„Космос 110“ е космически кораб, изстрелян от космодрума Байконур с ракета-носител „Восход 11А57“.
Състои се от капсула за обратно навлизане в атмосферата с научни инструменти и опитни обекти.
Корабът представлява биологически изкуствен спътник (биоспътник), конструиран за продължителен биологически експеримент, преминаващ през радиационния пояс на Ван Алън с кучетата Вятърче и Въгленче. Освен двете кучета на борда се намират и няколко вида растения, навлажнени преди изстрелването. На 16 март 1966 г., след около 22 денонощия в орбита около Земята, те се приземяват успешно и са извадени от апарата от спасителната група в 14:09 GMT. [2] Апаратът е направил 330 обиколки около Земята.
Резултатите от мисията показват, че докато някои семена покълват слабо, марулята става по-голяма навсякъде с 50% повече добив, а китайското зеле показва по-голяма маса. По този начин тези, които са покълнали в космоса, стават първите семена, направили това. Като цяло мисията показа, че дългите космически полети имат определено, но променливо въздействие върху растенията, като някои дават по-добри резултати, отколкото на Земята.
Двете кучета показват тежка дехидратация, загуба на тегло, загуба на мускули и координация и са били необходими няколко седмици, за да се възстановят напълно.
Този космически полет е с рекордна продължителност, която е надмината от човек при мисията на Союз 11 през юни 1971 г. и остава все още най-дългият космически полет на кучета.